# Glasniki zla
Glasniki zla (izviren angleški naslov: The Messengers) je ameriško kanadska nadnaravna grozljivka iz leta 2007. Režiserja filma sta brata Pang, producent pa je Sam Raimi. V filmu igrajo Kristen Stewart, John Corbett, William B. Davis, Dylan McDermott in Penelope Ann Miller. Film govori o temni sili ki prebiva na kmetiji s sončnicami v Severni Dakoti in o družini Solomon, ki se tja preseli in začne doživljati čudne stvari.
Film je bil izdan 2. februarja 2007, na DVD pa je bil izdan 5. junija. Snemanje je potekalo v dolini Qu'Appalle, blizu majhne skupnosti Abernethy v Saskatchewanu v Kanadi. Nadaljevanje Glasniki zla 2: Strašilo (The Mesengers 2: Scarecrow) je izšlo 21. junija 2009.

## Vsebina
Film se začne s prestrašeno mamo in njenim mlajšim sinom. Med pakiranjem kovčkov zasliši, da nekaj prihaja, zato sinu naroči naj se skrije pod posteljo. Vrata se odprejo in nevidna sila vrže mamo v zid ter jo ubije. Fant nato odhiti k svoji prestrašeni sestri. Fant se skrije pod mizo, vendar njegovo sestro nekaj odvleče v klet. Fanta nato napadalec tudi najde.
Pet let kasneje se družina Solomon preseli iz Chicaga v hišo blizu majhnega mesteca v Severni Dakoti. Oče Roy (Dylan McDermott) želi začeti gojiti sončnice na kmetiji. Najstniška hči Jessica, ki jo kličejo Jess (Kristen Stewart), je razburjena nad tem, da je mogla zapustiti svoje prijatelje. Pred časom je Jess pijana peljala svojega mlajšega brata Bena z avtom. Razbila je avto in resno poškodovala Bena. Poškodbe so se zacelile, vendar Ben od takrat naprej ne govori. Zaradi Jessine napake ji oče in mama Denise (Penelope Ann Miller) težko zaupata, saj sta zapravila ves svoj denar za Benovo zdravljenje.
Ron verjame, da bo selitev pomagala zgladiti odnose v družini. Okrog hiše se ves čas zbirajo vrane. Nekatere celo napadejo Rona, vendar ga reši John Burwell (John Corbett), katerega Ron nato najame za delo na kmetiji. Ben medtem začne videvati duhove matere in otrok, čeprav ga ne prestrašijo. Jess se prav tako zave neke druge prisotnosti, vendar je ne vidi dokler je nekaj ne skuša odvleči v klet. Tako pokliče policijo, potem ko opazi duha, toda policija ne najde ničesar. Ker ji Ron in Denise ne verjameta, se odnosi med njimi poslabšajo. Ben, ki je edini bil priča napadu na Jess, pa še vedno samo molči. Jess verjame samo fant iz mesta Bobby, s katerim se je spoprijateljila.
Jess in Ben začneta videvati vedno več duhov v hiši. Ker ji starši ne verjamejo, se Jess odpravi z Bobbyem po pomoč. Tako izve več o družini Rollins, ki je v hiši živela pred njimi. Krajani povedo, da je družina Rollins živela v hiši pet let, nato pa je nenadoma odšla. Toda Jess ne verjame, da so se odselili, temveč da se jim je zgodilo nekaj groznega. Med obiskom lokalne trgovine Jess opazi izrezek iz časopisa, kjer je slika družine, na kateri je oče John Burwell, ki je bil vedno prijazen do nje. Izkaže se, da je John pravzaprav John Rollins, ki je v svoji blaznosti ubil celotno svojo družino na začetku filma. Šokirana Jess odhiti domov, da bi opozorila svojo družino preden bo prepozno.
Doma Denise začne videvati duha umorjene žene. Tako spozna, da je Jess imela prav in namerava oditi. Medtem Johna napadejo vrane in njegovo psihično stanje se spet poslabša. Verjeti začne, da je Denise njegova žena Mary, ki ga želi zapustiti tako kot prava Mary pred petimi leti. Napade jo, vendar ona pobegne z Benom v klet. Bobby in Jess prispeta, vendar John onesposobi Bobbya z vilami. Jess pobegne v klet k Denise in Benu, kjer se Denise opraviči Jess, ker ji ni verjela. John jih začne iskati, saj verjame, da sta Jess in Ben njegova hči Lindsay in njegov sin Michael. Kmalu pride Roy, vendar ga John zabode. John jih najde, vendar se iz blata v kleti dvignejo duhovi Johnove prave družine. Jess sune Johna v blato in mu pove, da njena družina ni njegova in duhovi ga povlečejo v blato, da se jim pridruži. Vendar Johnova roka pogleda iz blata in skuša povleči Jess s sabo. Toda Jessini starši jo skupaj rešijo in John izgine za vedno.
Bobby pravi čas k hiši prikliče narednika Drewa in rešilca. Ko Roya spravijo v rešilec, se slednji opraviči Jess. Na koncu se vse vrne v normalo. Vrane prenehajo napadati, duhovi se ne pojavljajo več in Ben začne spet govoriti. Družina je spet srečna.

## Igralci
- Kristen Stewart kot Jessica "Jess" Solomon
- Dylan McDermott kot Roy Solomon
- Penelope Ann Miller kot Denise Solomon
- John Corbett kot John Burwell/John Rollins
- Evan and Theodore Turner kot Ben Solomon
- William B. Davis kot Colby Price
- Brent Briscoe kot Plume
- Dustin Milligan kot Bobby
- Jodelle Ferland kot Michael Rollins
- Michael Daingerfield kot policist
- Tatiana Maslany kot Lindsay Rollins
- Shirley McQueen kot Mary Rollins
- Kieria Robinson kot Katy Turner